# Liste der Biografien/Huh
Liste der Biografien |
Portal Biografien |
Personensuche
# |
A |
B |
C |
D |
E |
F |
G |
H |
I |
J |
K |
L |
M |
N |
O |
P |
Q |
R |
S |
T |
U |
V |
W |
X |
Y |
Z |
?
 
Ha |
Hd |
He |
Hi |
Hj |
Hk |
Hl |
Hm |
Hn |
Ho |
Hr |
Hs |
Ht |
Hu |
Hv |
Hw |
Hy
 
Hua |
Hub |
Huc |
Hud |
Hue |
Huf |
Hug |
Huh |
Hui |
Huj |
Huk |
Hul |
Hum |
Hun |
Huo |
Hup |
Huq |
Hur |
Hus |
Hut |
Huu |
Huv |
Huw |
Hux |
Huy |
Huz
Die Liste der Biografien führt alle Personen auf, die in der deutschsprachigen Wikipedia einen Artikel haben. Dieses ist eine Teilliste mit 76 Einträgen von Personen, deren Namen mit den Buchstaben „Huh“ beginnt.

## Huh
- Huh, Chang-soo (* 1948), südkoreanischer Manager
- Huh, June (* 1983), südkoreanisch-amerikanischer MathematikerJune Huh (* 1983)

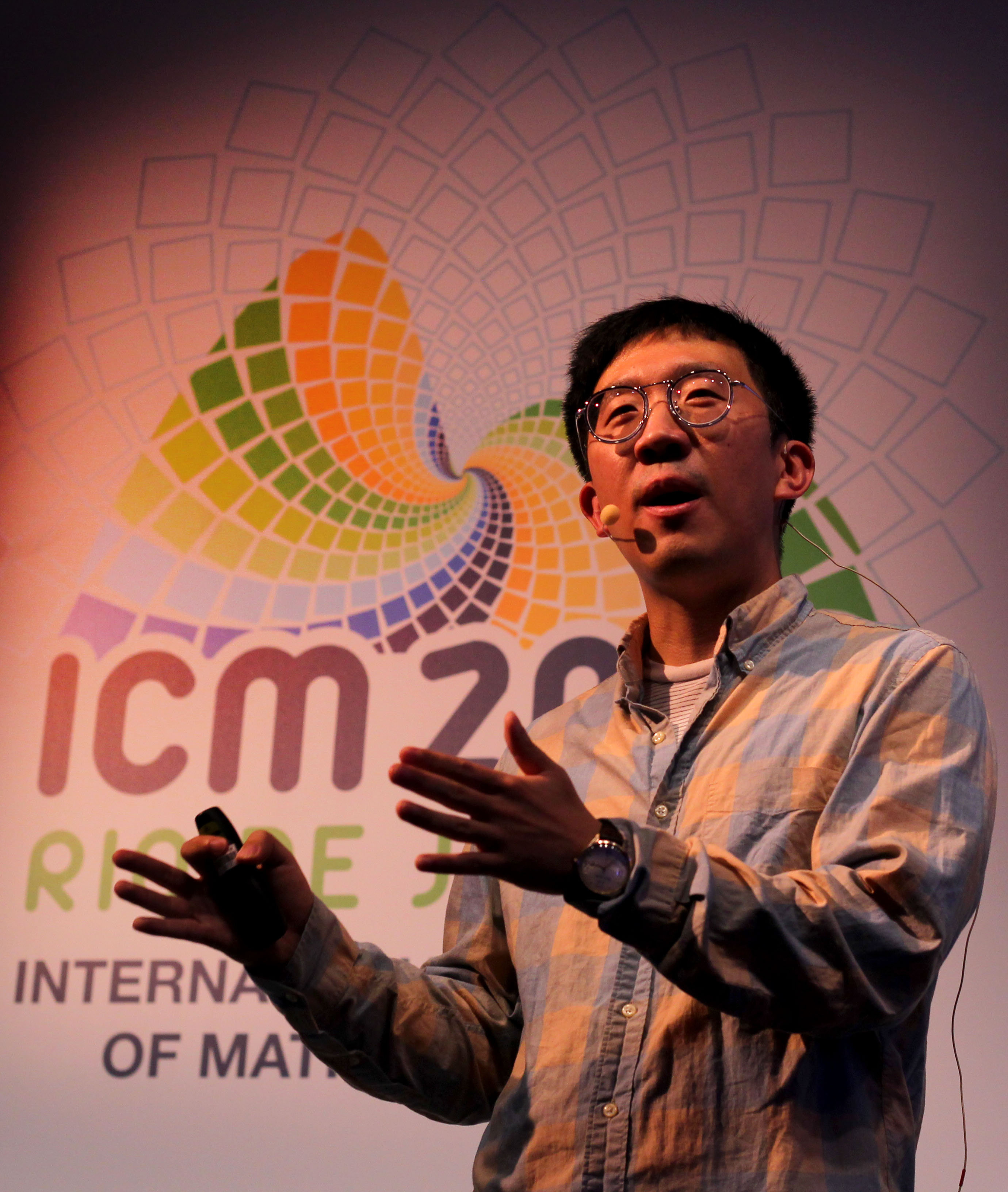
June Huh (* 1983)

- Huh, Jung (1896–1988), südkoreanischer Politiker und Unabhängigkeitsaktivist
- Huh, Jung-moo (* 1955), südkoreanischer Fußballspieler und -trainer
- Huh, Kyung-young (* 1950), südkoreanischer Politiker
- Huh, Mi-mi (* 2002), südkoreanische Judoka
- Huh, Su-kyung (1964–2018), südkoreanische Dichterin und Prosaautorin
- Huh, Young-sup (1941–2009), südkoreanischer Unternehmer

### Huhe
- Huheey, James E. (1935–2020), US-amerikanischer Chemiker

### Huhl
- Huhle, Henner (* 1937), deutscher Sportlehrer, Studienrat, Fechtmeister und Autor

### Huhm
- Huhm, Halla (1922–1994), koreanische Tänzerin und Tanzpädagogin

### Huhn
- Huhn, Bernhard (1921–2007), deutscher römisch-katholischer Theologe, Bischof von Görlitz
- Huhn, Charlotte (1865–1925), deutsche Opernsängerin in der Stimmlage Alt
- Hühn, Constantin (* 1990), deutscher Schauspieler
- Huhn, Daniel (* 1986), deutscher Eishockeyspieler
- Huhn, Daniela (* 1976), deutsche Badminton- und Fußballspielerin, Behindertensportlerin, Goldmedaillengewinnerin bei Special Olympics Weltspielen
- Huhn, Dieter (1935–2011), deutscher Mediziner
- Huhn, Diether (1935–1999), deutscher Jurist und Autor
- Huhn, Dietmar (* 1944), deutscher SchauspielerDietmar Huhn (* 1944)

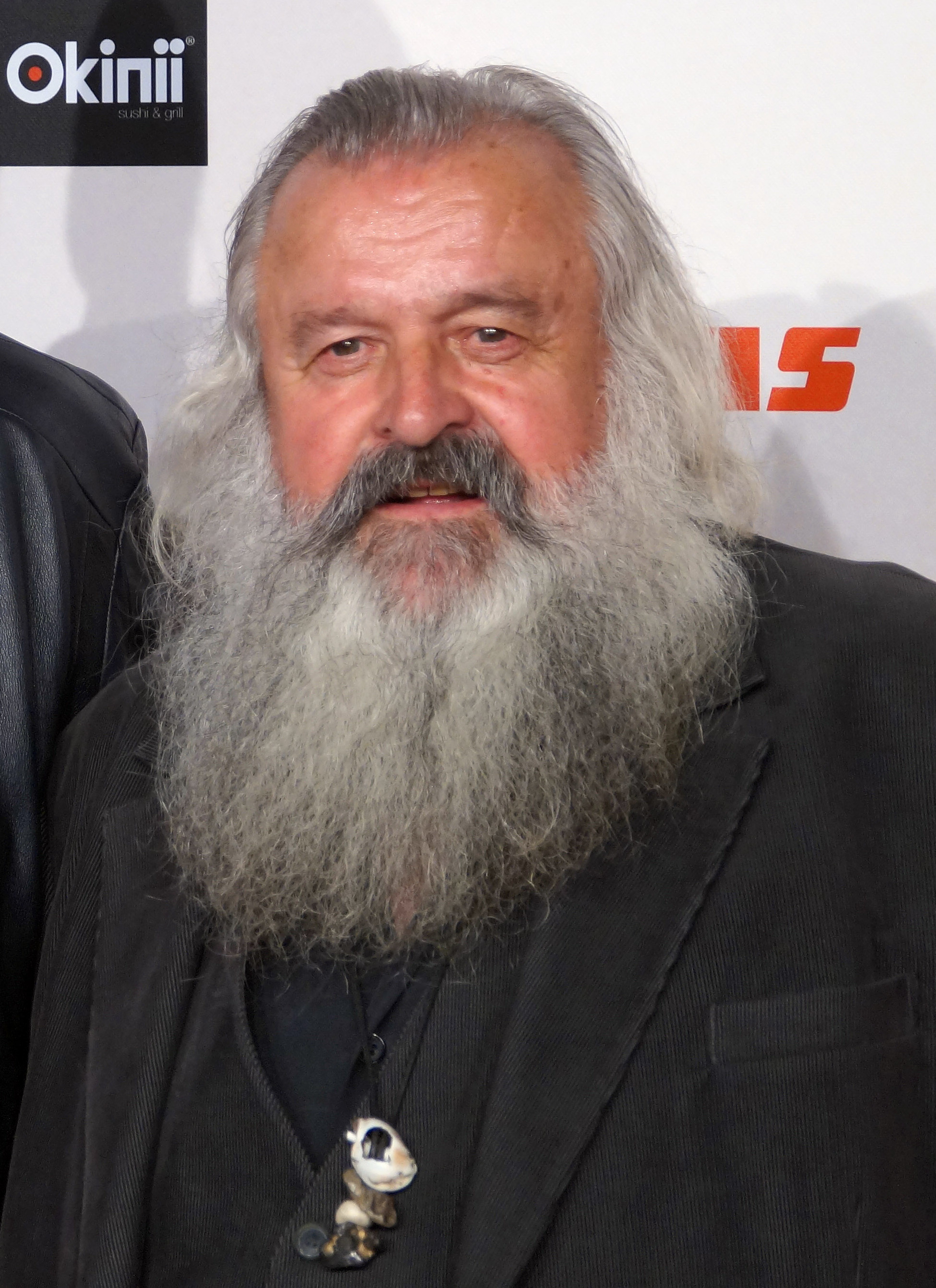
Dietmar Huhn (* 1944)

- Huhn, Ernst (1862–1926), deutscher Ingenieur
- Huhn, Ernst (1894–1964), deutscher Architekt
- Huhn, Eugen Hugo Theodor (1818–1877), deutscher Historiker, Redakteur, Lexikograph und Publizist
- Huhn, Franz (* 1951), deutscher Politiker (CDU) und ehemaliger Bürgermeister von Siegburg
- Huhn, Fritz (1900–1990), deutscher Leichtathlet
- Huhn, Georg Adalbert (1839–1903), bayerischer Priester und Politiker, Parlamentarier der Bayerischen Patriotenpartei
- Huhn, Guido-Horst (1910–1991), deutscher SS-Hauptsturmführer und Teilkommandoführer des Einsatzkommandos 5 der Einsatzgruppe C
- Huhn, Hans (* 1896), deutscher Kommunalpolitiker (NSDAP)
- Huhn, Ingolf (* 1955), deutscher Regisseur, Theaterleiter und Politiker (BSW)
- Huhn, Janina (* 1989), deutsche Weinkönigin 2014/2015
- Huhn, Jochen (* 1930), deutscher Historiker, Geschichtsdidaktiker und Hochschullehrer
- Huhn, Katja (* 1981), russische Pianistin
- Huhn, Klaus (1928–2017), deutscher Journalist und VerlegerKlaus Huhn (1928–2017)

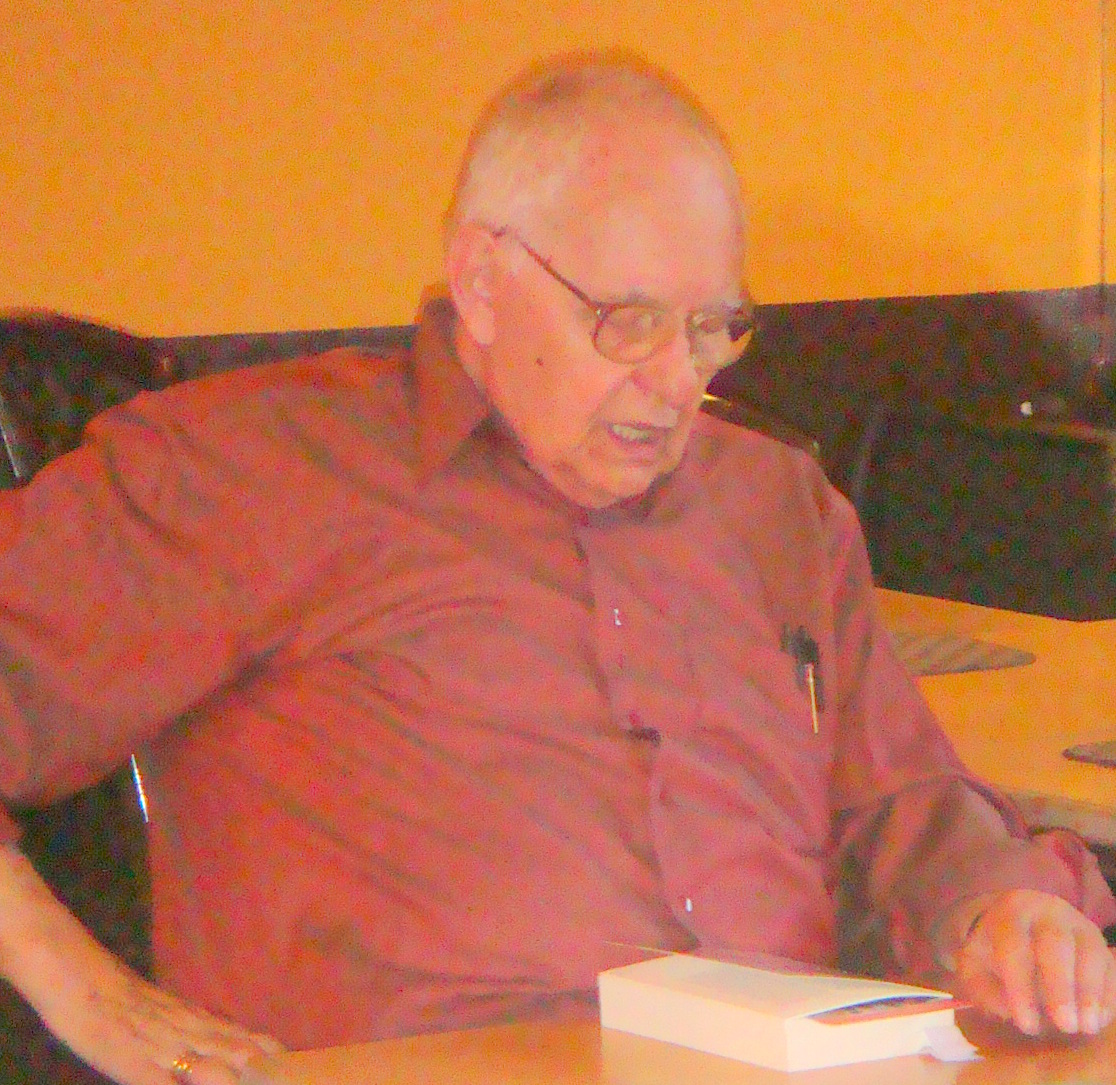
Klaus Huhn (1928–2017)

- Huhn, Kurt (1902–1976), deutscher Schriftsteller und Publizist
- Huhn, Leonhard (* 1986), deutscher Jazz- und Improvisationsmusiker (Altsaxophon, Klarinette, Komposition)
- Huhn, Ludwig Ernst (1856–1933), Oberbürgermeister von Gera
- Hühn, Manfred (* 1940), deutscher Agrarwissenschaftler
- Hühn, Paul (1883–1958), deutscher Kapellmeister, Komponist, Filmkomponist und musikalischer Leiter
- Huhn, Paul (1906–1945), deutscher römisch-katholischer Geistlicher und Märtyrer
- Hühn, Peter (* 1939), deutscher Anglist
- Huhn, Reinhold (1942–1962), deutscher Soldat der Grenztruppen der DDR
- Huhn, Rolf (1896–1993), deutscher Maler und Grafiker
- Huhn, Rudi (1919–2010), deutscher Heimatforscher (Dessau), Fotograf und Autor
- Huhn, Walter (* 1958), deutscher Generalmajor und Stellvertreter des Kommandeurs Zentrum Luftoperationen
- Huhn, Willy (1901–1955), deutscher Politiker (SED) und der erste Präsident der Deutschen Notenbank der DDR
- Huhn, Willy (1909–1970), deutscher rätekommunistischer Theoretiker
- Huhn, Wolfram (* 1973), deutscher Ruderer
- Hühn, Wulf (1943–2016), deutscher Autor und Umwelt-Psychologe sowie Komponist, Chansonnier und Gitarrist
- Huhn-Wagener, Ingrid (* 1948), deutsche Steuerfrau im Rudern
- Huhne, Chris (* 1954), britischer Politiker (Liberal Democrats), Mitglied des House of Commons, MdEP
- Hühne, Dagmar (* 1960), deutsche Sozialarbeiterin und Autorin
- Hühne, Falk (* 1979), deutscher Comic- und Cartoon-Zeichner
- Huhnen, Fritz (1895–1981), deutscher Kunstmaler, Illustrator und Bühnenbildner
- Hühner, Werner (1886–1966), deutscher Offizier, zuletzt Generalleutnant im Zweiten Weltkrieg
- Hühnerbein, Hartmut (* 1949), deutscher Pfarrer, Autor und geschäftsführender Vorstand des Christlichen Jugenddorfwerk Deutschlands
- Hühnerfeld, Katalyn (* 1975), deutsche Kabarettistin, Schauspielerin, und Sprecherin
- Hühnerfeld, Paul (1926–1960), deutscher Publizist
- Huhnhäuser, Alfred (1885–1950), deutscher Pädagoge und Ministerialbeamter
- Huhnholz, Kurt (1906–1987), deutscher Politiker (NSDAP), MdR
- Hühnlein, Adolf (1881–1942), deutscher Politiker (NSDAP), MdR, Führer des Nationalsozialistisches Kraftfahrerkorps (NSKK)Adolf Hühnlein (1881–1942)

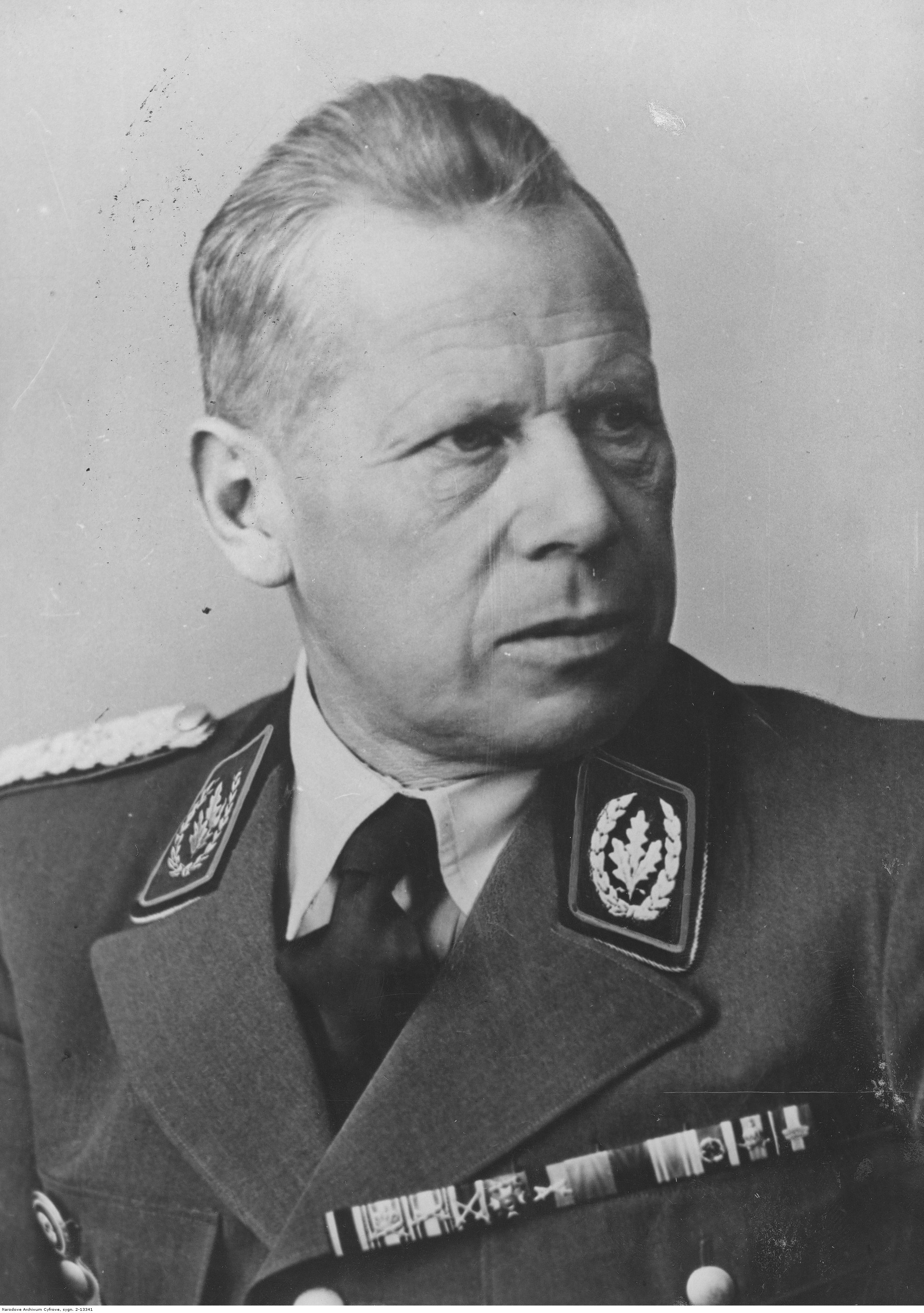
Adolf Hühnlein (1881–1942)

- Hühns, Erik (1926–2010), deutscher Historiker
- Huhnstock, A., deutscher Rustmeister und Büchsenmacher
- Huhnstock, Jolina (* 2001), deutsche Handballspielerin
- Huhnstock, Mario (* 1986), deutscher Handballspieler und -trainer

### Huho
- Huhold, Ferdinand (1802–1880), deutscher lutherischer Theologe, Pfarrer und Superintendent
- Huhold, Karl (1897–1961), deutscher Offizier und Verbandsfunktionär
- Hüholdt, Jürgen (* 1955), deutscher Unternehmer und Publizist

### Huhs
- Huhse, Hartmut (* 1952), deutscher Fußballspieler

### Huht
- Huhtala, Eino (* 1938), finnischer Skilangläufer
- Huhtala, Harri (* 1952), finnischer Leichtathlet
- Huhtala, Jori (* 1984), finnischer Jazzmusiker (Kontrabass, Komposition)
- Huhtala, Martti (1918–2005), finnischer Skilangläufer und Nordischer Kombinierer
- Huhtala, Mikko (* 1952), finnischer Ringer
- Huhtala, Tommi (* 1987), finnischer Eishockeyspieler
- Huhtala, Väinö (1935–2016), finnischer Skilangläufer
- Huhtanen, Veikko (1919–1976), finnischer Kunstturner, Olympiateilnehmer
- Huhtasaari, Laura (* 1979), finnische Politikerin (Basisfinnen), Abgeordnete im finnischen Parlament